# Bataille de Callao
Pour les articles homonymes, voir Callao (homonymie).
Guerre hispano-sud-américaine (1865-1866)
Batailles
m
- Tomé
- Papudo
- Chiloé (1re)
- Abtao
- Chiloé (2e)
- Paquete del Maule
- Valparaíso
- Callao
- Tornado

La bataille de Callao est livrée le 2 mai 1866 pendant la guerre hispano-sud-américaine dans le port de Callao au Pérou. Une escadre de l'Armada espagnole bombarde Callao, défendu par 63 canons, dont cinq « Blakely » de 500 livres et quatre « Armstrong » de 300 livres.
Après presque huit heures, l'escadre espagnole s'est retirée quand seulement trois canons péruviens continuaient leur feu. Le journal La Presse publie :

« Les avis de Callao, du 9 mai, donnent les détails suivants sur le bombardement de cette place. C'est le 2 mai que l'escadre espagnole attaqua Callao et ses formidables batteries armées de 90 canons, dont plusieurs Armstrong. Au moment où le bombardement cessait avec le jour, trois canons péruviens seulement continuaient leur feu. Toutes les batteries blindées avaient été mises hors de combat. L'escadre victorieuse cessa alors le feu au cri de : Vive la reine ! »

— La Presse, 14 juin 1866
Selon le Pérou, les défenses portuaires ont gagné parce que l'escadre s'est retirée. Selon l'Espagne, son escadre a gagné parce que le bombardement était seulement un châtiment.
La bataille de Callao représenta pour le Pérou la réaffirmation de son indépendance.